# Referendum in Bulgaria del 2016
I referendum in Bulgaria del 2016 si svolsero il 6 novembre 2016, in concomitanza con le elezioni presidenziali. Agli elettori vennero sottoposti tre quesiti per chiedere se erano favorevoli a limitare il finanziamento pubblico dei partiti politici a un lev all'anno per voto valido ricevuto alle precedenti elezioni, l'introduzione del voto obbligatorio nelle elezioni e nei referendum e la modifica del sistema elettorale per l'Assemblea nazionale con il sistema a doppio turno. Per essere vincolante, il numero dei votanti che partecipano al referendum doveva essere pari o superiore al numero che dei votanti alle precedenti elezioni parlamentari del 2014.
Tutte e tre le proposte furono approvate dalla maggioranza dei votanti, ma l'affluenza alle urne (50,81%) fu leggermente inferiore rispetto alle elezioni parlamentari del 2014 (51,05%), pari a circa 12.000 elettori in meno, il che significa che il quorum non è stato raggiunto. Tuttavia, poiché oltre il 20% degli elettori registrati ha votato a favore, le proposte dovranno essere discusse nell'Assemblea nazionale . L'Assemblea nazionale ha rifiutato però di legalizzare una qualsiasi delle tre domande. È stata avviata una causa legale per manipolazione del voto da parte dei promotori, ma la Corte Suprema ha escluso l'invalidità delle operazioni di voto al referendum.
Nonostante l'insufficienza dello 0,2% (12.000 persone) dell'affluenza al referendum per il 51% e per avere effetto obbligatorio, l'affluenza si è basata solo sul numero di voti validi, non sul numero di elettori.  Alcune sezioni non potevano servire tutti gli elettori in tempi ragionevoli e un numero aspettava in linea e non poteva votare, altre sezioni hanno chiuso prima dell'orario stabilito (20:00) e in alcune sezioni interi urne con schede elettorali venivano rinchiuse nelle sezioni stesse per evitarne lo scrutinio. Secondo la Commissione elettorale sono state escluse dalla sola affluenza oltre 12.000 schede per non avere la busta.

## Quesiti
2. Подкрепяте ли въвеждането на задължително гласуване на изборите и референдумите?

3. Подкрепяте ли годишната държавна субсидия, отпускана за финансиране на политическите партии и коалициите, да бъде един лев за един получен действителен глас на последните парламентарни избори?»
2. Sostieni l'introduzione del voto obbligatorio nelle elezioni e nei referendum?

3. Sostieni che il sussidio statale annuale concesso per finanziare partiti politici e coalizioni sia un lev per un voto effettivo ricevuto nelle ultime elezioni parlamentari?»

## Risultati
| Quesito                                          | Sì        | Sì    | No      | No    | Nessuna delle precedenti | Nessuna delle precedenti | Schede bianche/ nulle | Totale voti | Elettori registrati | Affluenza |
| Quesito                                          | voti      | %     | voti    | %     | voti                     | %                        | Schede bianche/ nulle | Totale voti | Elettori registrati | Affluenza |
| ------------------------------------------------ | --------- | ----- | ------- | ----- | ------------------------ | ------------------------ | --------------------- | ----------- | ------------------- | --------- |
| Sistema a due turni per le elezioni parlamentari | 2.509.864 | 73,80 | 560.024 | 16,47 | 330.928                  | 9,73                     | 87.668                | 3.488.484   | 6.865.086           | 50,81     |
| Voto obbligatorio                                | 2.158.929 | 63,48 | 905.691 | 26,63 | 336.180                  | 9,89                     | 87.668                | 3.488.468   | 6.865.086           | 50,81     |
| Limite al finanziamento dei partiti              | 2.516.791 | 74,02 | 523.759 | 15,40 | 359.778                  | 10,58                    | 87.668                | 3.487.996   | 6.865.086           | 50,81     |
| Fonte: CIK                                       |           |       |         |       |                          |                          |                       |             |                     |           |